# Edith Linvers
Edith Linvers (* 15. Oktober 1940 in Rosenberg/Heiligenbeil, Ostpreußen) ist eine deutsche Schriftstellerin.

## Zur Person
Bis 1998 war Linvers als Verwaltungsangestellte im Kulturamt der Stadt Recklinghausen tätig. Seitdem widmet sie sich ihrer Familie und ihrer Arbeit als freie Schriftstellerin. Zusätzlich hält sie regelmäßig Lesungen im Vest.
Ihre Werke umfassen neben Aphorismen und Gedichten auch Erzählungen.
Linvers ist Mitglied des Verbandes Deutscher Schriftsteller und des Deutschen Aphorismus-Archivs in Hattingen.
2002 wurde ihr der Alfred-Müller-Felsenburg-Preis für aufrechte Literatur verliehen.
Linvers lebt in Recklinghausen.

## Werke
- Nicht nur Erlebtes, Gedichte, Winkelmann-Verlag, Recklinghausen 1984
- Dornenernte, Gedichte, Winkelmann-Verlag, Recklinghausen 1987
- Lin-Verse, Gedichte/Aphorismen, Winkelmann-Verlag, Recklinghausen 1991
- Berührungen, Gedichte, Winkelmann-Verlag, Recklinghausen 1992
- Aphorismen, Winkelmann-Verlag, Recklinghausen 1996
- Ehrlich gesagt..., Aphorismen, Winkelmann-Verlag, Recklinghausen 1999
- Schatten länger als wir, Aphorismen+Gedichte, Winkelmann-Verlag, Recklinghausen 2002
- Mit Rückenwind, Aphorismen+Gedichte, Winkelmann-Verlag, Recklinghausen 2005
- Hibiskus und Eisblumen, Haiku, Universitätsverlag Brockmeyer, Bochum 2008
- Wenn Gedanken rebellieren, Verlag der Buchhandlung Winkelmann, Recklinghausen 2008
- Im Fallen fliegen lernen, Aphorismen, Universitätsverlag Brockmeyer, Bochum 2012